# Ambt Almelo
Ambt Almelo est une ancienne commune néerlandaise de la province d'Overijssel.
La commune a été créée le 1er juillet 1818 par la scission d'Almelo en deux parties : la ville (Stad Almelo) et la campagne environnante (Ambt Almelo). En janvier 1914, la deux communes d'Ambt et Stad sont de nouveau regroupées.

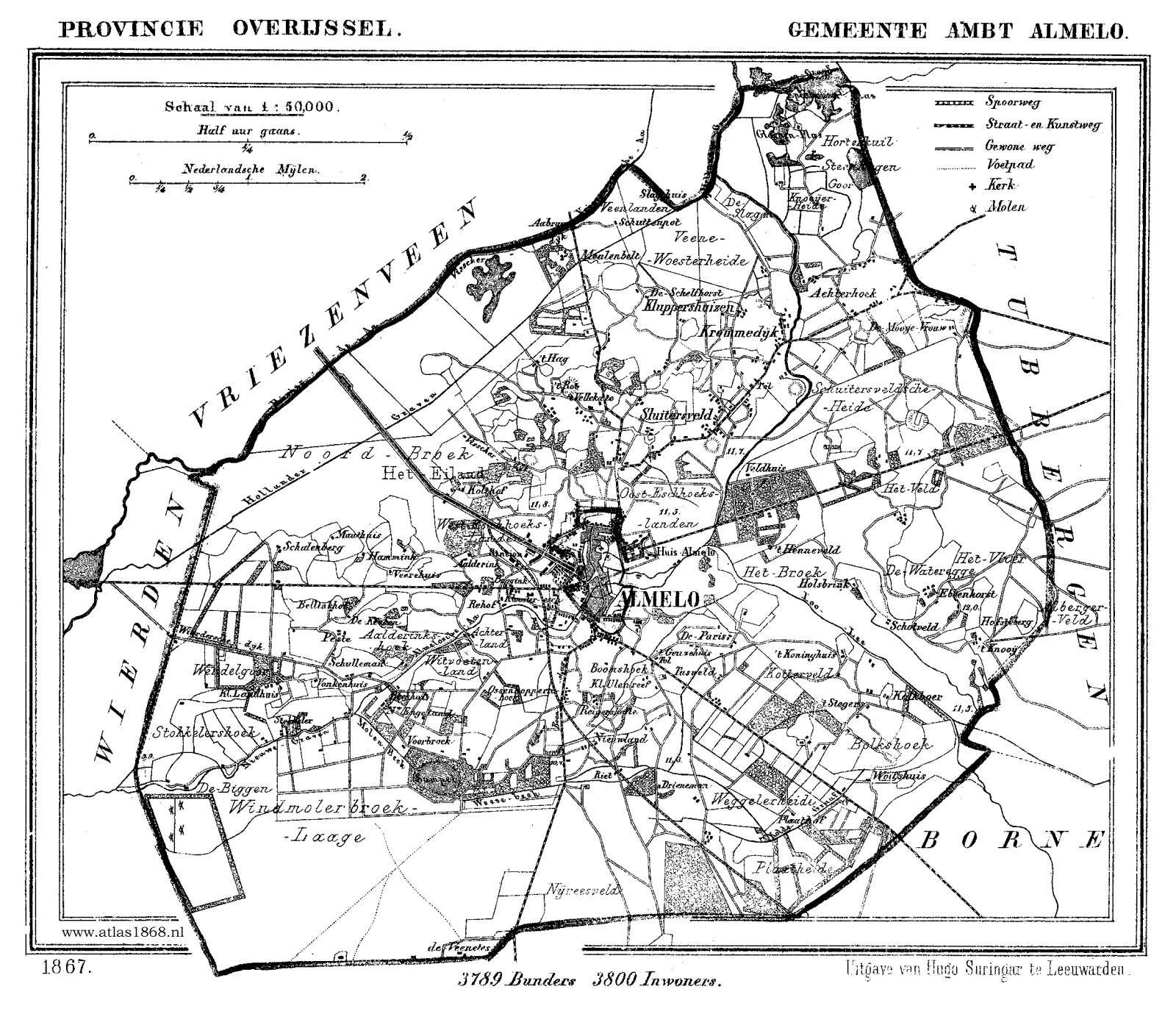
Carte d'Ambt Almelo en 1868